# Neodora duarina
Neodora duarina là một loài bướm đêm trong họ Geometridae.